# Rise Like a Phoenix
«Rise Like a Phoenix» (anglès: Alçar-se com un fènix) és una cançó de Conchita Wurst, guanyadora del Festival de la Cançó d'Eurovisió 2014 amb 290 punts. La cançó fou internament escollida per a representar Àustria a Eurovisió 2014 a Dinamarca. El seu videoclip fou penjat a YouTube el 18 de març. És el segon cop que Àustria guanya el Festival de la Cançó d'Eurovisió, sent-ne el primer el 1966.